# Kasteel Vaeshartelt
Kasteel Vaeshartelt is een van oorsprong middeleeuws kasteel en landgoed in de buurt Meerssenhoven in het noordwesten van de Nederlandse gemeente Maastricht. De buitenplaats was korte tijd in bezit van de koninklijke familie van Nederland en is sinds 1994 in gebruik als hotel en congrescentrum. Het deels 18e-, deels 19e-eeuwse kasteel met bijbehorend park en landerijen is een rijksmonument en onderdeel van het Buitengoed Geul & Maas.

## Geschiedenis

### Ontstaan en vroege geschiedenis
De geschiedenis van het landgoed gaat mogelijk terug tot de 10e eeuw, toen koningin Gerberga haar bezittingen in Meerssen, inclusief een bosrijk landgoed, aan de abdij van Reims schonk. De naam Vaeshartelt werd voor het eerst genoemd in 1381, toen Servaes Mulcken, Brabants schepen van Maastricht, het landgoed Hartelt verwierf. Hij liet er een verdedigbare hoeve bouwen, waarvan tegenwoordig niets meer resteert. Van 1415 tot 1668 was het landgoed in bezit van de familie Cortenbach; daarna wisselden de eigenaren elkaar snel af. In 1739 werd de huidige zuidoostvleugel van het kasteel gebouwd door de toenmalige eigenaar, kolonel Johan Willem de Sturler van het Maastrichtse garnizoen. In 1805 werd de noordoostelijke vleugel toegevoegd, ook wel het "paleisje" genoemd. In deze periode werden ook een aantal salons gedecoreerd in Empirestijl.

### Petrus Regout en nakomelingen
In 1841 kocht de Maastrichtse industrieel Petrus Laurentius Regout (1801-1878) het toen 118 hectare grote landgoed als gevolmachtigde van koning Willem II van de erfgenamen van graaf F.F. de Grimaudet de Rochebouet. Het zou dienst gaan doen als koninklijk jachtslot. Uit die tijd dateert een verbouwing van de ingangspartij van het kasteel, waarvan de gekroonde initialen W II en het jaartal 1841 in de sluitsteen getuigen. Willem II verbleef er naar verluidt slechts tweemaal twee weken. Na diens dood kwam het kasteel in 1851 in handen van Petrus Regout zelf, die het eerst als buitenverblijf, vanaf 1863 als vaste verblijfplaats ging gebruiken. Regout verbouwde het kasteel tot een waar maison de plaisance met daktuinen, serres en overdadig gedecoreerde salons. Op een 7 ha groot terrein liet hij vanaf 1853 door de Belgische tuinarchitect Jean Gindra een tuin aanleggen met gazons, bloemperken, exotische bomen, vijvers, fonteinen (aangedreven door een stoommachine), prieeltjes, follies en andere attracties. Met bomen beplante lanen verbonden Vaeshartelt met andere landgoederen van Petrus Regout in het gebied ten noorden van Maastricht, zoals de op korte afstand gelegen villa Klein Vaeshartelt, die hij liet verbouwen, en de buitenhuizen La Grande Suisse en La Petite Suisse. Zijn nakomelingen voegden daar nog villa Kanjel, villa Kruisdonk en kasteel Meerssenhoven aan toe. Omstreeks 1865-1867 liet Regout in Parijs een album drukken, getiteld Album dedié à mes amis et mes enfants, waarin diverse kleurenlitho's van de lusthof Vaeshartelt zijn afgebeeld, inclusief een "Grand Canal", een "Grande Cascade", een gedenkzuil voor Willem II en diverse andere attracties in het park.
Na de dood van Petrus Regout en zijn echtgenote Aldegonda Hoeberechts in 1878, erfde hun jongste zoon Gustave Regout (1839-1923) Vaeshartelt. Daarna ging het landgoed over op diens jongste zoon Edouard (1877-1947), die drie jaar later tevens het aangrenzende kasteel Meerssenhoven erfde van zijn oudere broer Edmond. Hierdoor ontstond een landgoed van circa 150 hectare, voornamelijk beplant met hoogstamfruitbomen, wellicht de grootste boomgaard van Nederland. Vanaf de jaren 1930 nam Edouard de bedrijfsvoering in eigen hand, waarvoor hij het nodige personeel tot zijn beschikking had. Ook introduceerde hij nieuwe fruitteeltmethoden, die hij in de Verenigde Staten had leren kennen. Edouard huwde pas op 40-jarige leeftijd met de 21-jarige Sophie van der Does de Willebois, een kleindochter van Joseph van der Does de Willebois. Het was waarschijnlijk geen goed huwelijk, want op 11 juni 1939 schoot hij haar tijdens een echtelijke ruzie dood. Edouard werd veroordeeld tot drie jaar gevangenisstraf (na een eis van vijf jaar), maar kwam mogelijk al in 1941 vrij. Hij stierf in 1947 op Vaeshartelt, waarna de inboedel van het kasteel – inclusief een grote schilderijencollectie – in juni en oktober 1949 werd geveild. Zijn dochter Odette was in 1941 op 20-jarige leeftijd overleden, waardoor zijn zoon Adhemar beide kastelen erfde. Adhemar woonde op Meerssenhoven en verpachtte Vaeshartelt. Hij kwam in 1953 in Zweden bij een auto-ongeluk om het leven.

### Recente geschiedenis
Al voor de dood van Adhemar Regout deed het gebouw dienst als jeugdherberg, beheerd door het echtpaar Moens. De kasteelboerderij of pachthoeve was tot begin jaren 1990 in gebruik als landbouwbedrijf. In de eigenlijke hoeve woonde de familie Hamers. De zogenaamde 'witte schuur' was gepacht door de heer Roosen. Dit gebouw heeft nooit een woonfunctie gehad.

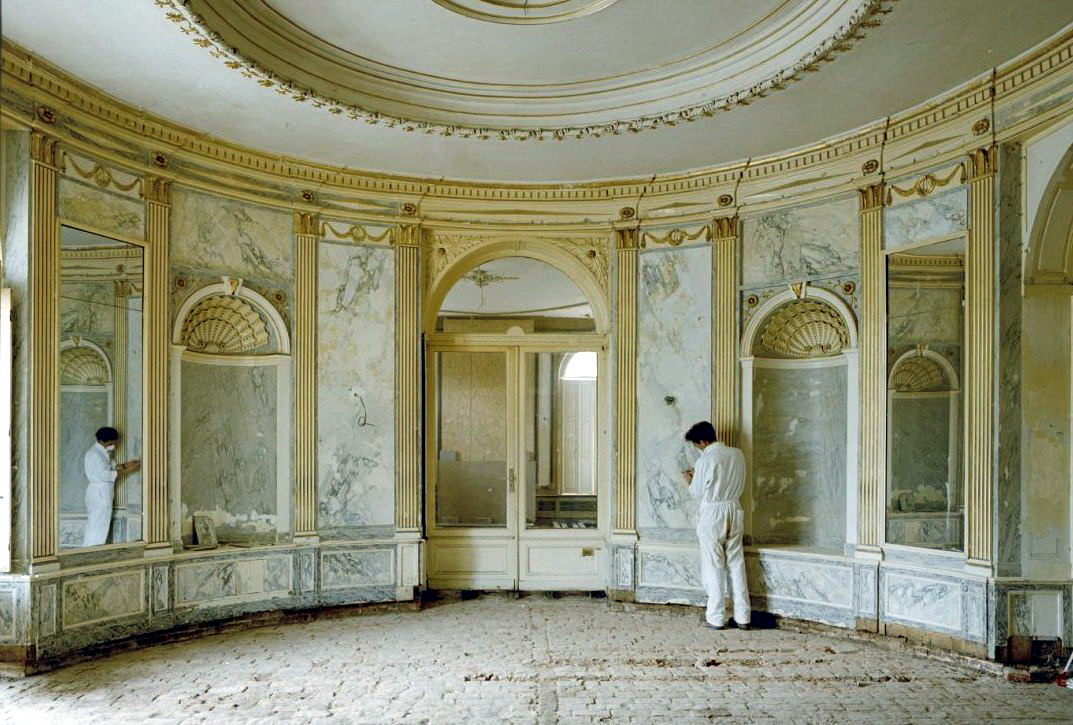
Restauratie rotunda, 1994

In 1992 werd de Stichting Buitenplaats Vaeshartelt opgericht, die zich inzet voor de instandhouding van de buitenplaats. Een jaar later volgde de oprichting van de Stichting Vrienden van Kasteel Vaeshartelt. Vanaf 1993 vonden ingrijpende restauraties plaats, waarbij onder andere de wandschilderingen, stucwerkdecoraties en marmerimitaties in het interieur werden hersteld. Aan de noordzijde van het kasteel werd in 1994 een hotel- en restaurantvleugel bijgebouwd. Sindsdien is het kasteel in gebruik als hotel-restaurant en congrescentrum. De kasteelhoeve is in 1999 en 2005 gerestaureerd en uitgebreid en wordt thans verhuurd als kantoor- en vergaderruimte. In 2000 werd de portiersloge gerestaureerd. Deze is als groepsaccommodatie te huren. Het park en een bijbehorend bosperceel zijn openbaar toegankelijk.

### Toekomstplannen
In de loop der jaren heeft het kasteel veel van zijn glans verloren. De lusthof van Petrus Regout ging al vrij snel na zijn dood verloren, hoewel de contouren van Gindra's ontwerp nog te herkennen zijn. Veel tuinornamenten verdwenen eind 20e eeuw. De Stichting Buitenplaats Vaeshartelt wil een deel van deze elementen terugbrengen, mogelijk in een moderne vormgeving. Op korte termijn wordt gewerkt aan herstel van het "Grand Canal" (waarvan de bedding nog aanwezig is) en de parkafscheiding langs de weg Weert. Op langere termijn hoopt men ook de "Grande Cascade", het prieeltje bij de portiersloge, het in de vijver staande badhuis annex bibliotheek met water spuwende leeuwen, en enkele verdwenen beeldengroepen te laten terugkeren.

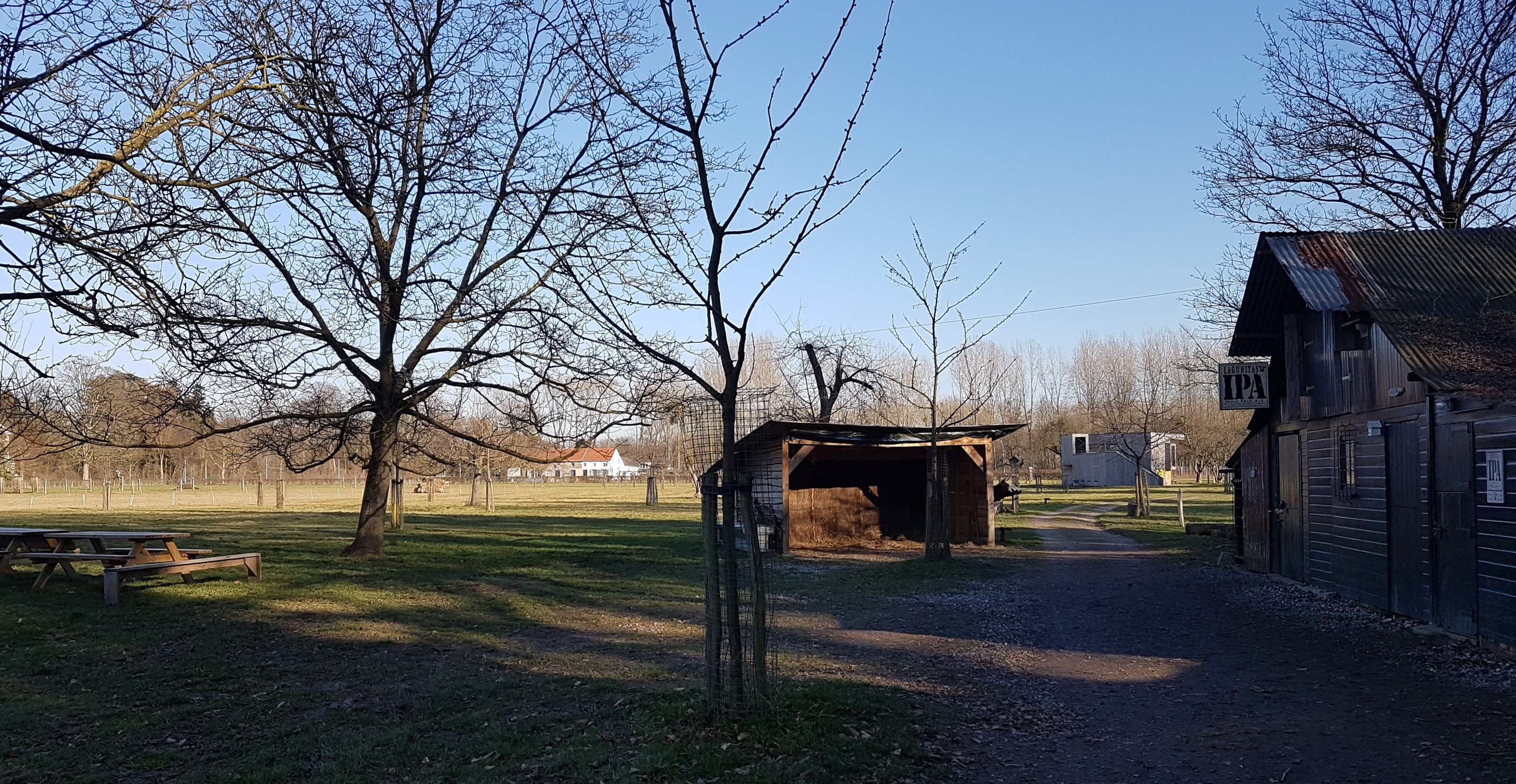
"Tuinen van Vaeshartelt". Rechts "de Volontaire", het vrijwilligershome

Sinds enkele jaren bestaan er plannen om het landgoed Vaeshartelt te ontwikkelen tot een proeftuin voor stadslandbouw en lokale tuinbouw. Het is de bedoeling dat deze "Tuinen van Vaeshartelt", samen met de bestaande wijngaard Boekenderhof aan de overzijde van de Boekenderweg, en soortgelijke plannen voor andere gebieden in het Buitengoed Geul & Maas (voorheen Landgoederenzone Maastricht-Meerssen), het begin vormen van de "Tuinen van Maastricht", een geheel van tuinen en landerijen aan de noordrand van Maastricht. De Stichting Ithaka, die het landgoed Vaeshartelt beheert, werkt hiertoe samen met onder andere de gemeente Maastricht, het Centrum voor Natuur- en milieueducatie, Slow Food Limburg en de Hotel Management School Maastricht.

## Beschrijving landgoed

### Exterieur hoofdgebouw
De 18e-eeuwse zuidoostvleugel is opgetrokken in een eenvoudige bouwstijl met Lodewijk XV-stijlkenmerken. De entree met classicistisch fronton dateert uit 1841, zoals staat vermeld op de sluitsteen, waarin ook een kroontje en de afkorting "W II" (Willem II) zijn gegraveerd. Boven het fronton verheft zich een toren met een koepel, in 1890 door de Brusselse architect Baer ontworpen. De noordoostvleugel (het "paleisje") dateert uit 1805, maar de Lodewijk V-trap is nog 18e-eeuws.

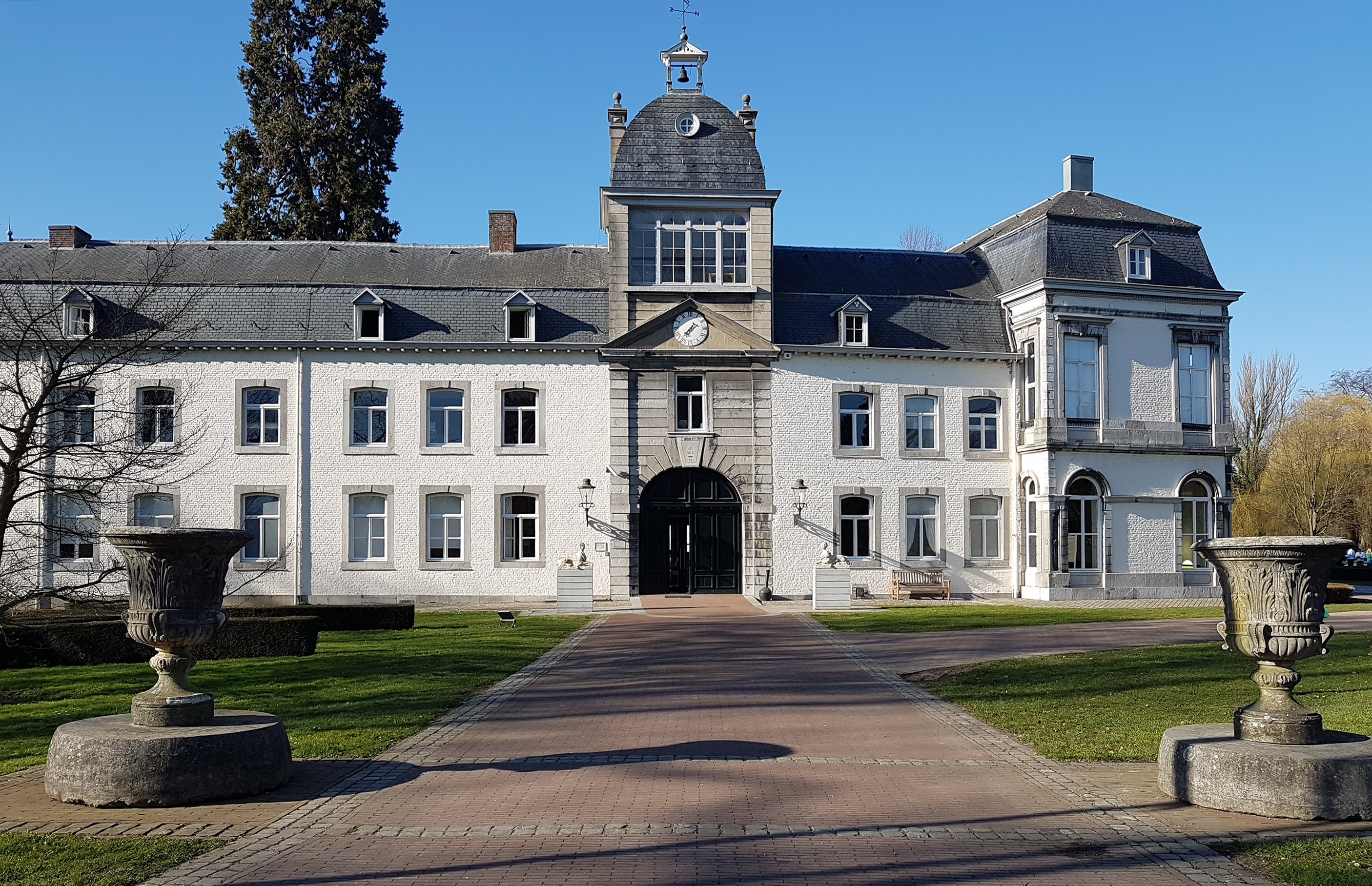
Zuidoostvleugel
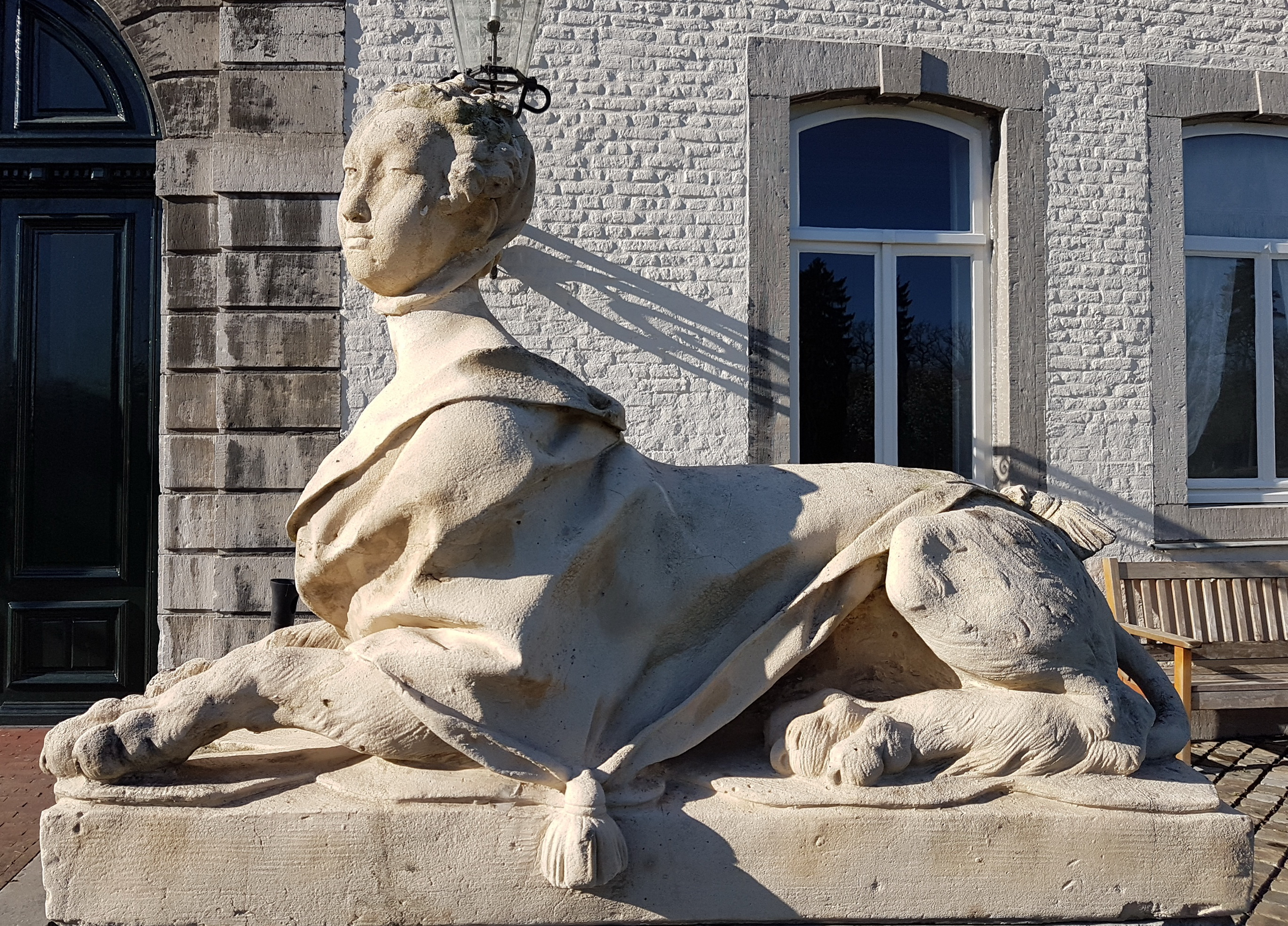
Detail entree zuidvleugel
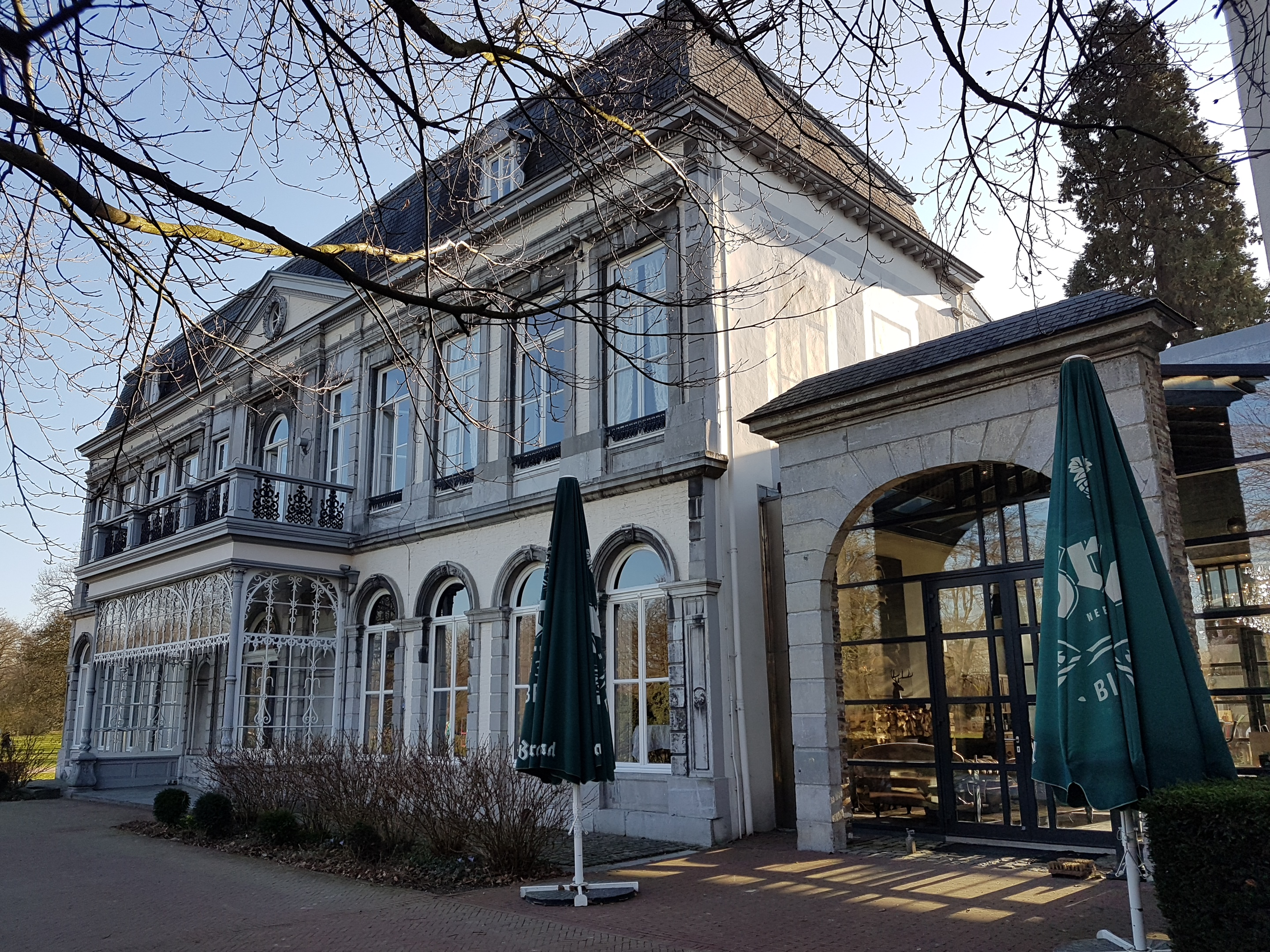
Noordoostvleugel
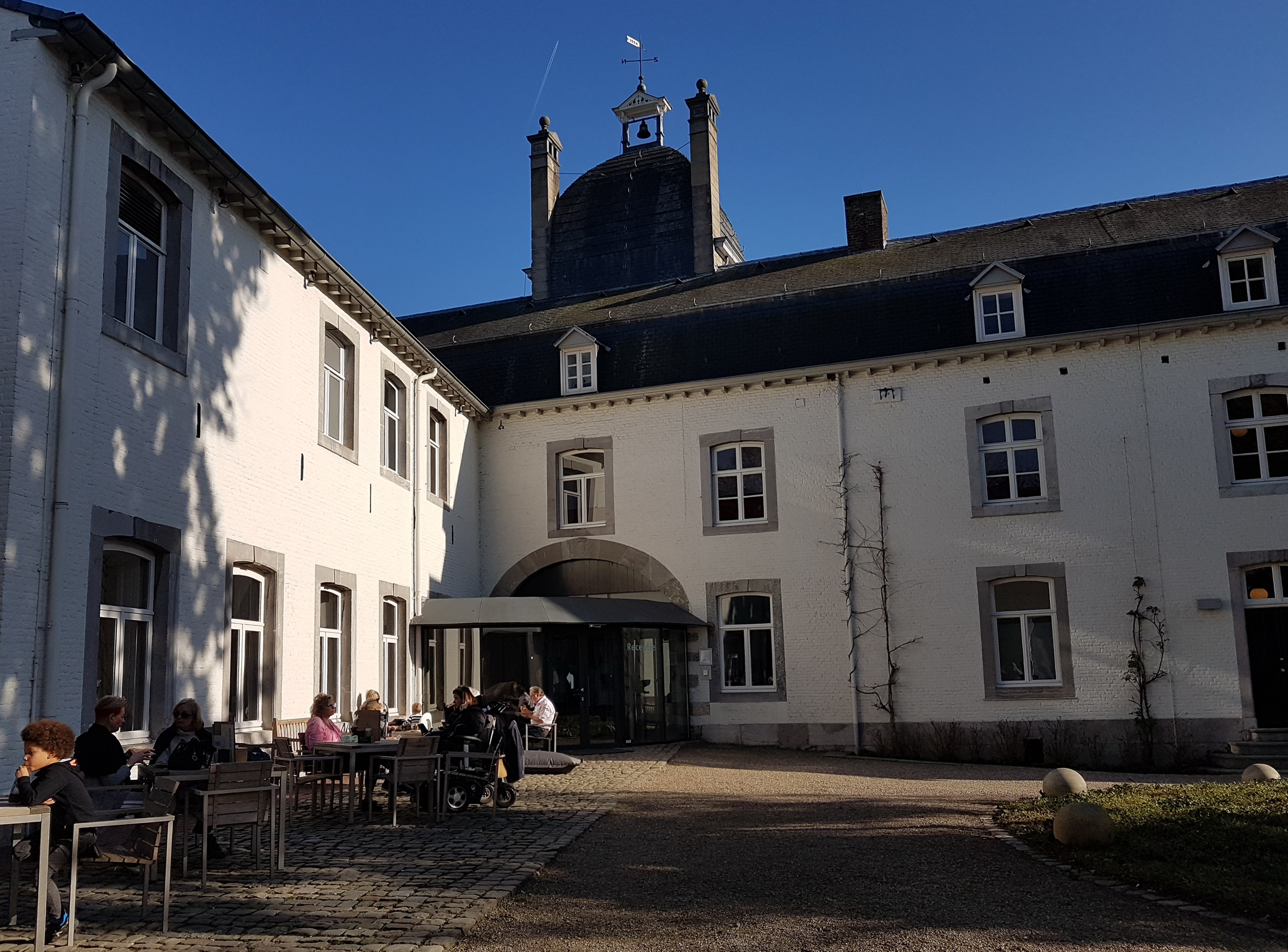
Binnenplaats

### Interieur
De decoratie van de salons in empirestijl dateert grotendeels uit 1805. Vooral de Rotunda, de ronde entreehal in de noordvleugel, is opmerkelijk met halfronde nissen en vier dubbele deuren, waarvan enkele uitzicht bieden op het park. De daarop aansluitende zalen in de noordoostvleugel hebben fraaie schoorsteenmantels, lambriseringen en stucplafonds. De wanddecoratie in de Fumoir bestaat uit op linnen geschilderde olieverfschilderingen met arcadische landschappen van Jules Lefevre uit 1866..

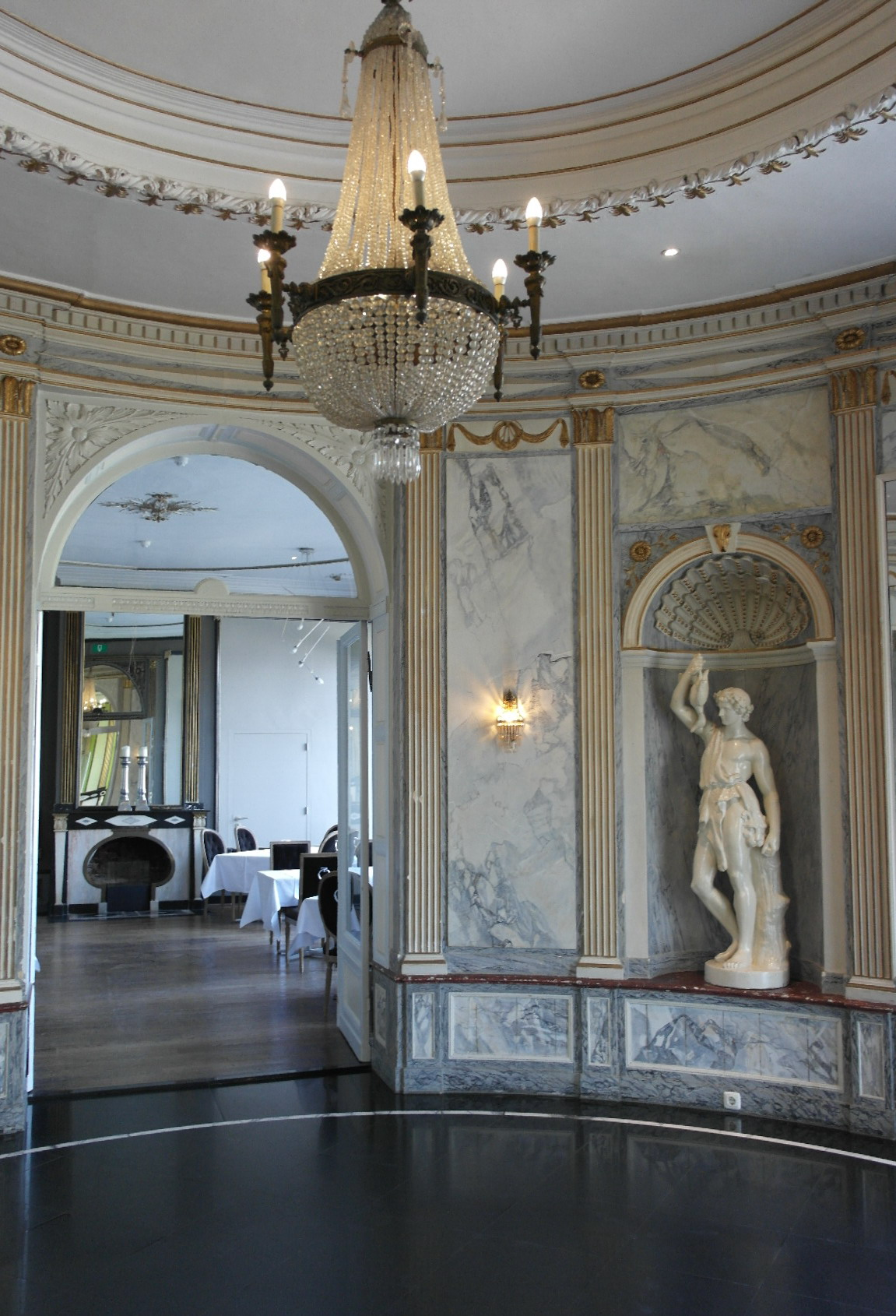
Rotunda
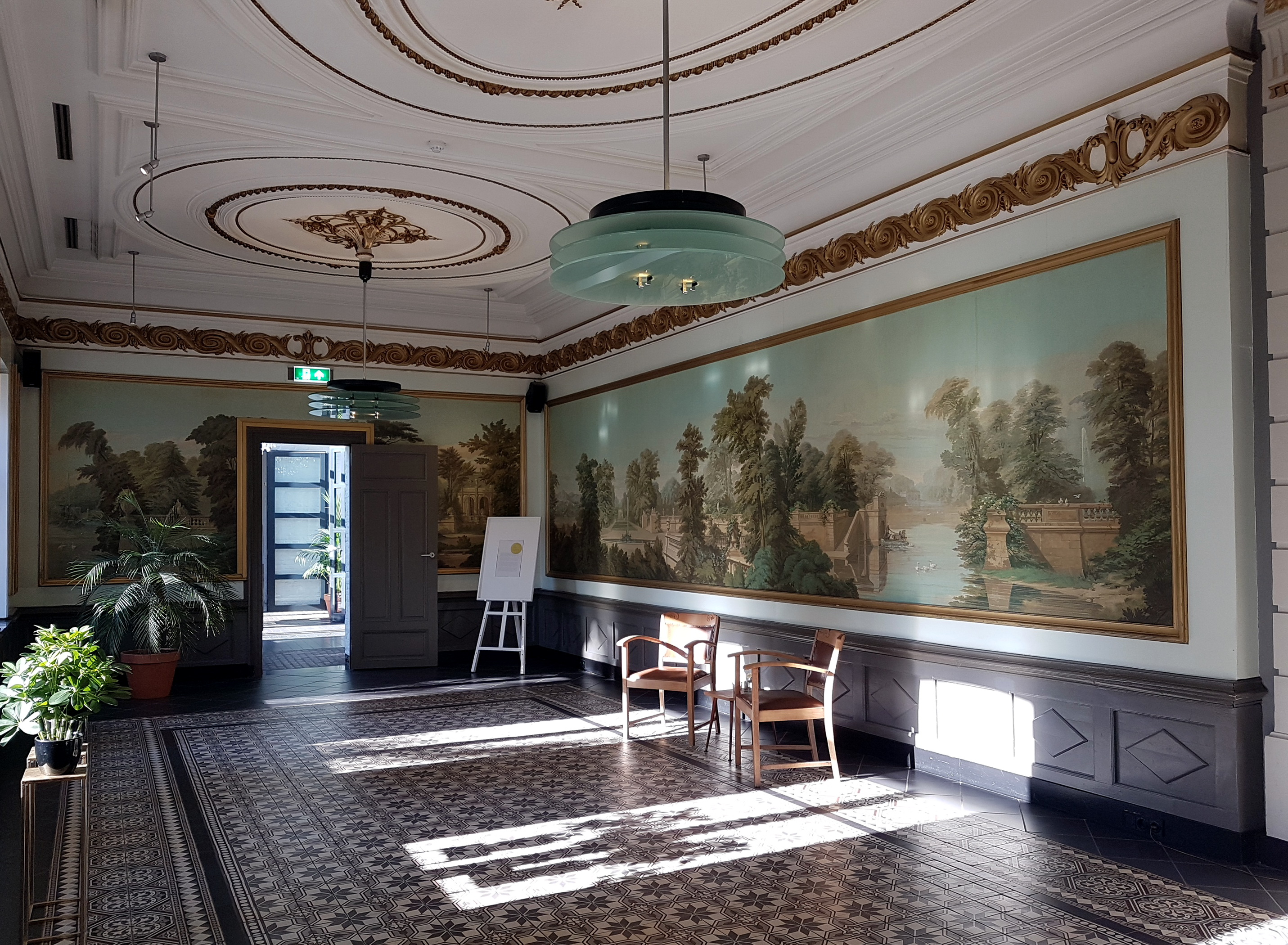
Overzicht Fumoir
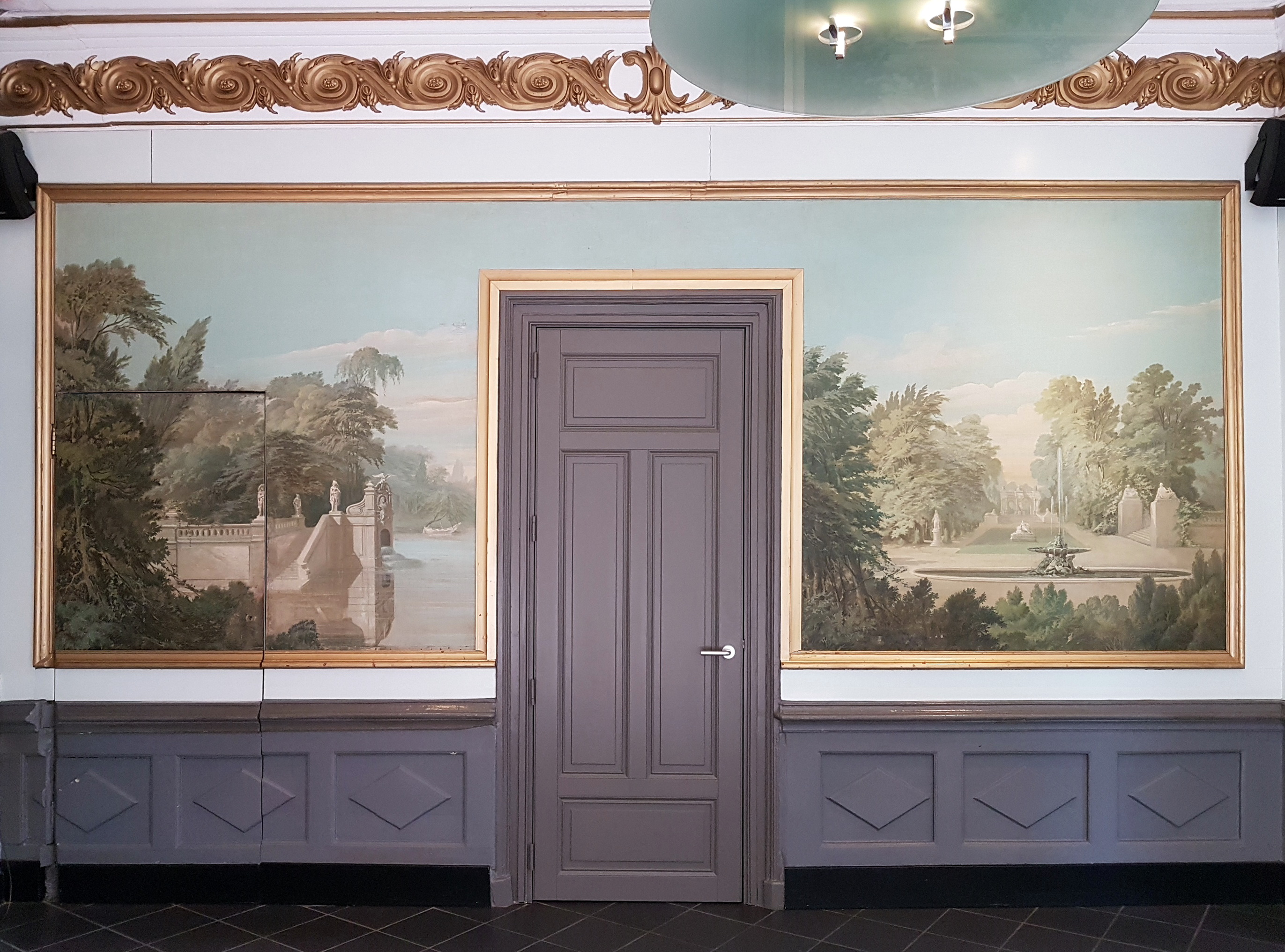
Detail Fumoir
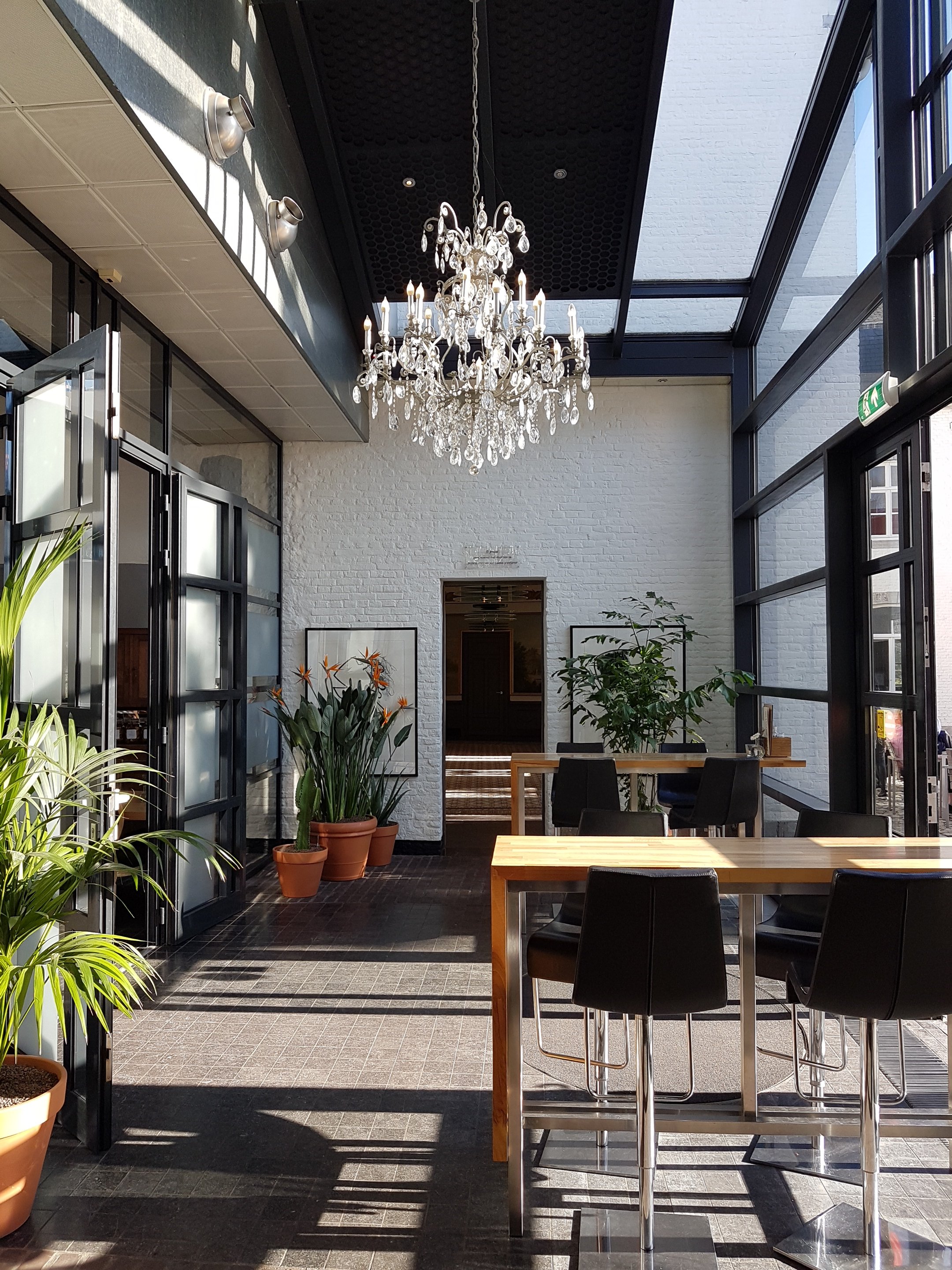
Moderne serrehal

### Koetshuis, nieuwbouwvleugels en kasteelhoeve
Het aan de binnenplaats gelegen koetshuis en de naastgelegen paardenstallen dateren vermoedelijk uit 1739. Onderdeel van dit bouwdeel zijn twee natuurstenen inrijpoorten. Het vroeger vrijstaande bouwwerk is sinds 1994 door de moderne restaurantvleugel met de noordoostvleugel verbonden.. Van de kapel, die in de tijd van Regout in het koetshuis was ondergebracht, is niets meer over.
De eveneens uit 1739 daterende kasteelhoeve bevindt zich ten zuidwesten van het hoofdgebouw. Het is een vrijstaand, U-vormig complex van wit geschilderde baksteen. Het woonhuis heeft een dubbel geknikt mansardedak van leisteen met dakkapellen. In de voorgevel zijn drie rondbogige poorten aangebracht. Daartussen en erboven bevinden zich met natuursteen omlijste vensters. Achter het woonhuis ligt een grote schuur, die in 1998 ingrijpend is verbouwd. De zogenaamde 'witte schuur' is in 2005 geheel herbouwd in moderne trant..

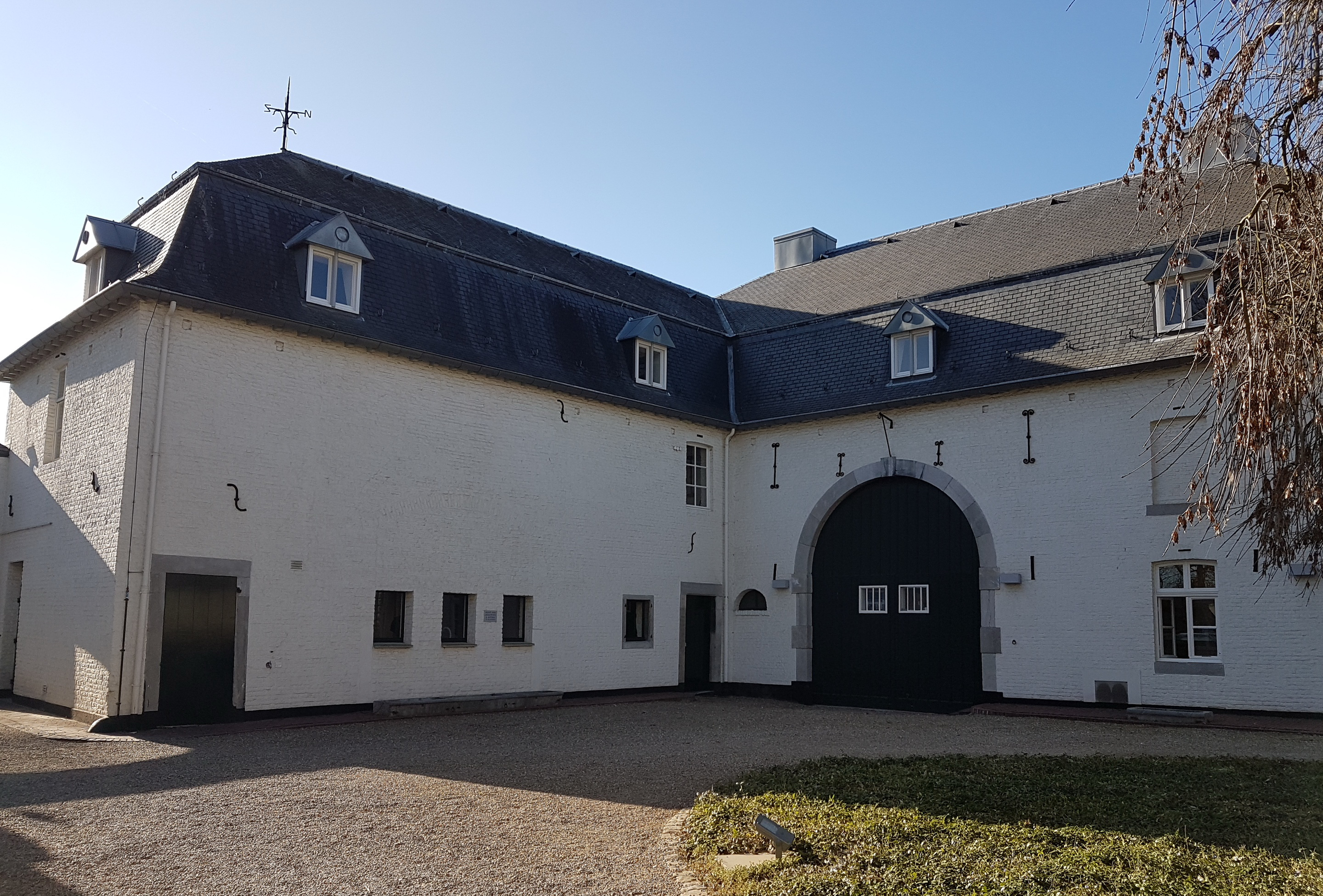
Binnenplaats met koetshuis
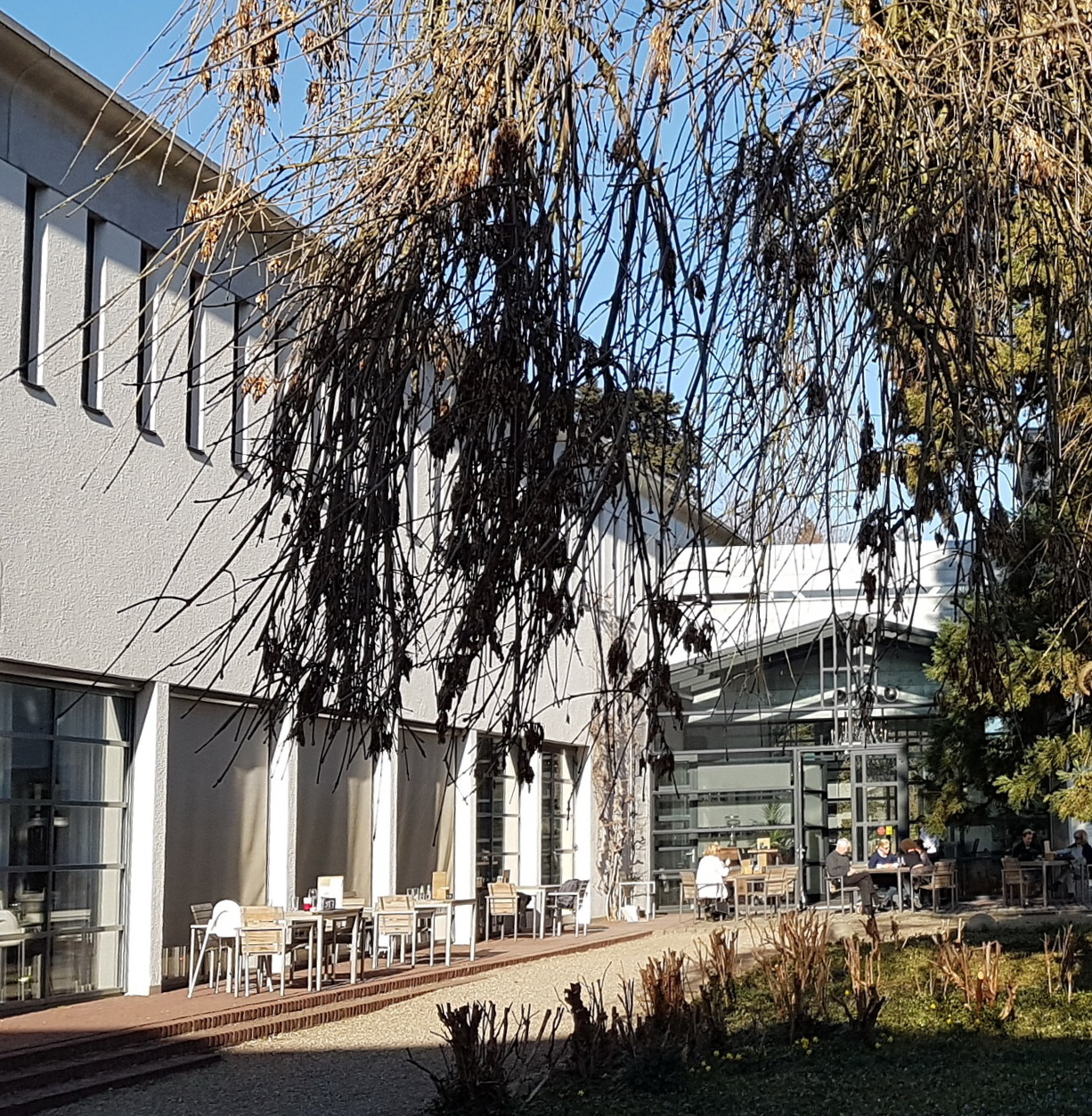
Moderne restaurantvleugel
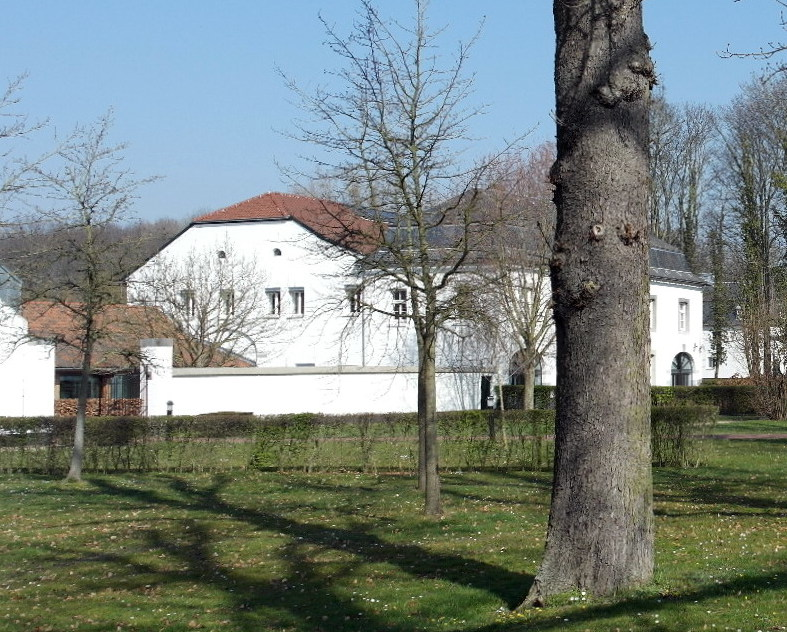
Kasteelhoeve
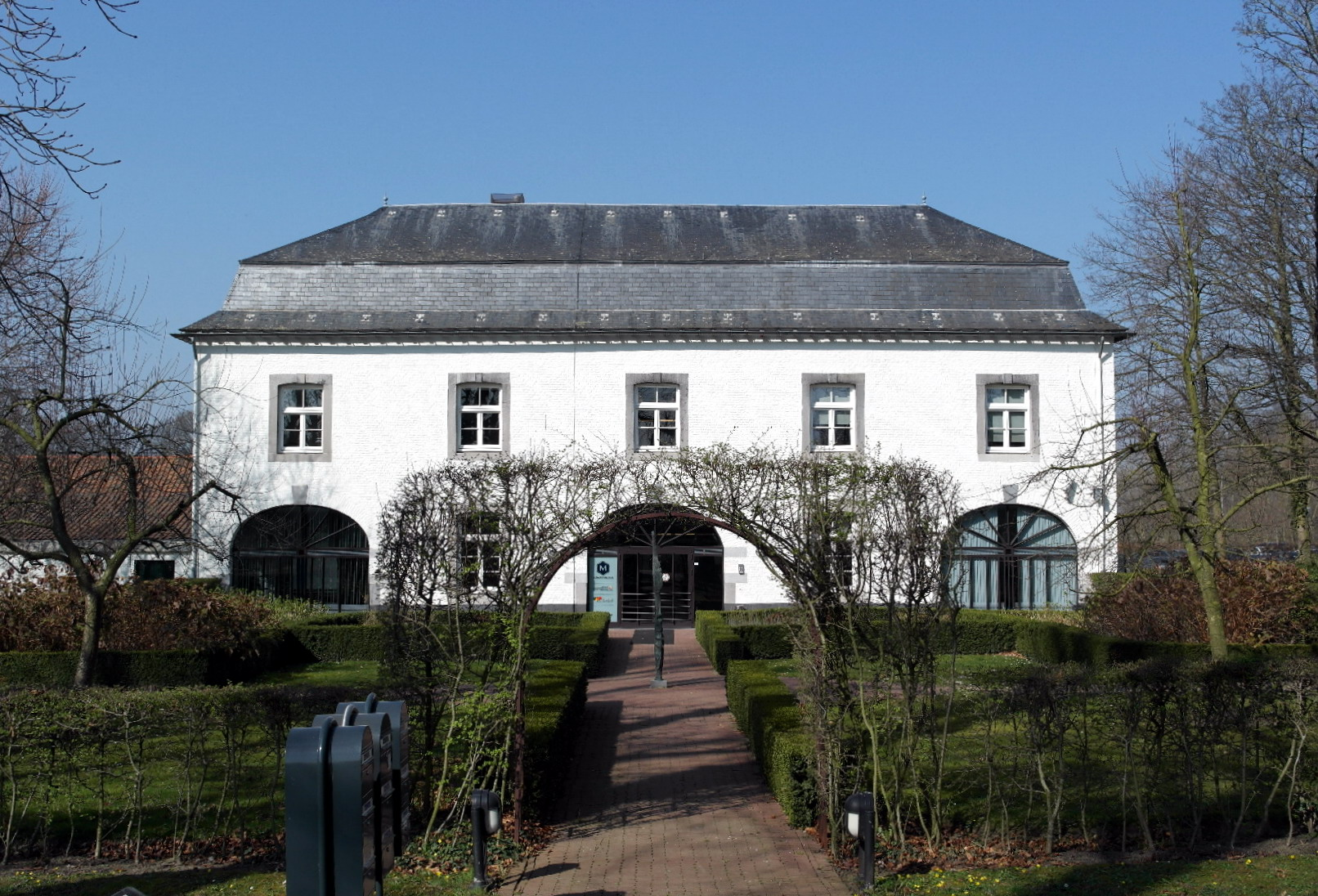
Woonhuis kasteelhoeve

### Poort en portierswoning
De poort en de portierswoning bevinden zich ten zuidoosten van de hoofdingang aan de straat Weert, aan het begin van een circa 200 meter lange oprijlaan, die met linden is beplant. De uit het midden van de 19e eeuw daterende toegangspoort heeft twee paar wit gestucte hekpijlers. Het binnenste paar is lager en wordt bekroond door natuurstenen vazen in rococostijl. Het buitenste pijlerpaar is van mergel en voorzien van ovale medaillons. Laatstgenoemde pijlers worden bekroond met liggende leeuwen van grijze natuursteen. Het hekwerk is van smeedijzer.
Ten westen hiervan bevindt zich de portiersloge, een uit 1906 daterend woonhuis van één bouwlaag onder een met leisteen gedekt mansardedak. De muren van baksteen zijn wit geschilderd en worden geaccentueerd door natuurstenen hoeklisenen en vensteromlijstingen en een hardstenen trap bij de voordeur.

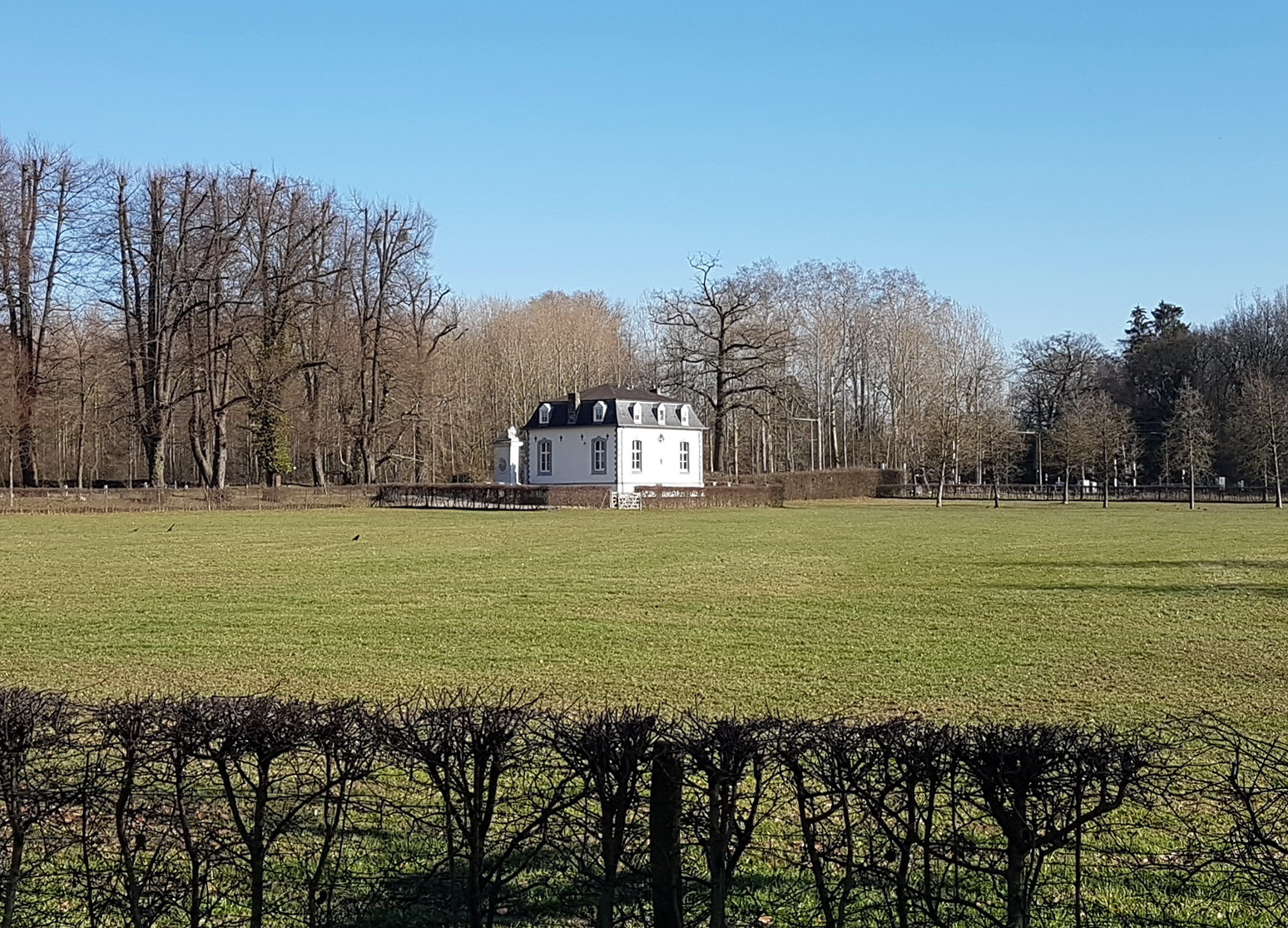
Poort en poorthuis
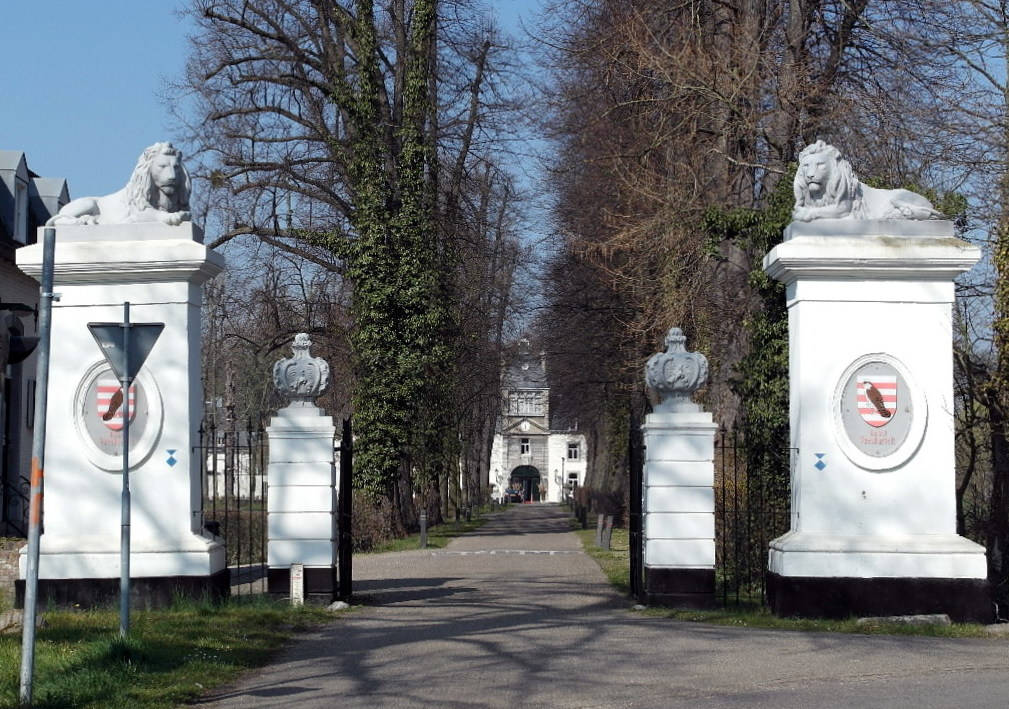
Toegangspoort
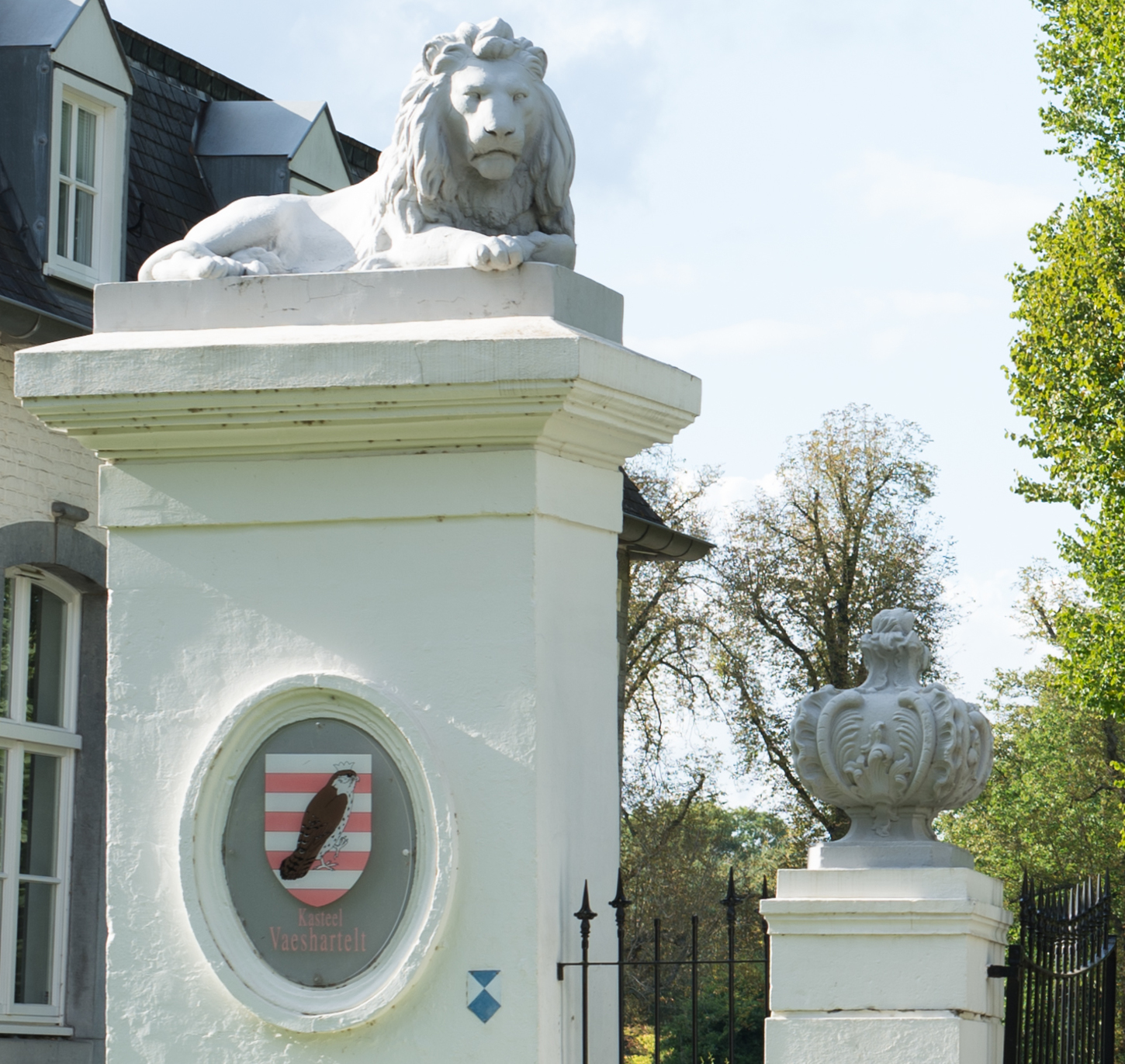
Detail hekpijlers
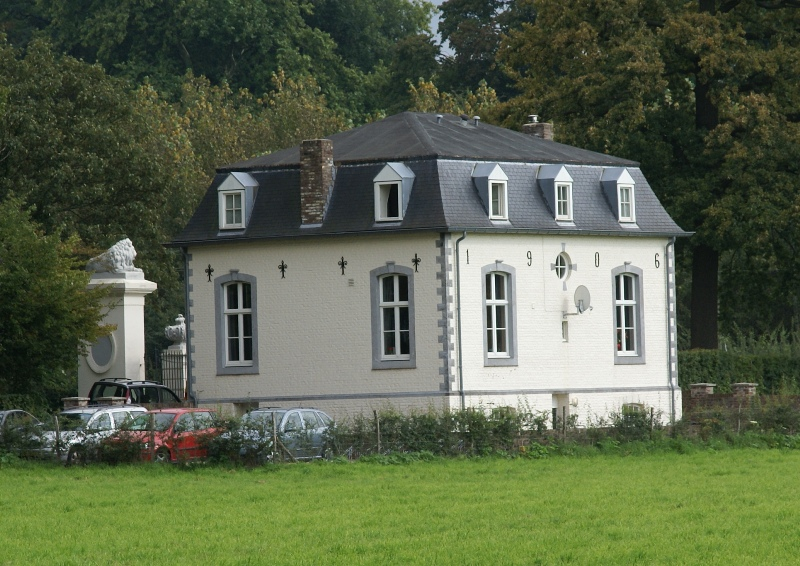
Portiersloge

### Park
De tuin van kasteel Vaeshartelt is omstreeks 1853 in opdracht van Petrus Regout aangelegd als lusthof naar een ontwerp van de Belgische tuin- en landschapsarchitect Jean Gindra, waarin de invloed van Regout zeer herkenbaar is. De tuin is ontworpen in Engelse landschapsstijl met elementen van een 'attractietuin'. Volgens sommige auteurs zou de lusthof reeds in de tijd van Petrus Regout met dedain bekeken zijn, maar daarvoor is geen bewijs voorhanden.
Een weinig onderkend aspect van de tuinen van Vaeshartelt is de humor, waarmee de eigenaar te werk ging. Zo blijken bij een gedetailleerde verkenning van de grote cascade verschillende details met ironie te verwijzen naar politieke controverses waarmee de eigenaar, ondernemer en politicus Petrus (I) Regout in het derde kwart van de negentiende eeuw te maken kreeg. Met de cascade heeft hij geen ander 'kunstwerk' willen scheppen, dan een grappig en verbazingwekkend schouwspel van fonteinen, dat voor de ingewijden tevens een politieke lading had. Fonteinen waren zeldzaam in de negentiende eeuw, want afhankelijk van het natuurlijk verval van een waterbron, of aanvoer via een toen nog niet bestaande waterleiding. Regout kon die overdaad aan water alleen realiseren door de voortdurende aanvoer van water via een beek als de Kanjel, en een eigen stoommachine, die een waterpomp aandreef die de waterdruk regelde.
Hoewel de oorspronkelijke paviljoens, bruggen, fonteinen en beelden zijn verdwenen, is, na de restauratie van de tuinen ionder leiding van de Utrechtse landschapsarchitect Jorn Copijn (2005), het ontwerp van Gindra toch nog te herkennen, onder andere in de grote vijver, de slingerende paden en de verspreide boomgroepen. In het park staan diverse monumentale bomen, waaronder twee mammoetbomen, de grootste met een omtrek van 6 m. Ook zijn er veel nieuwe bomen aangeplant, deels als herdenkingsbomen. De nog aanwezige heuvel met ijskelder is in 2011 gerestaureerd en doet nu dienst als winterverblijf voor padden en vleermuizen. Op de heuvel is een modern prieel geplaatst, zoals dat ook vroeger het geval was. Inmiddels zijn er zes nieuwe bruggen en diverse wandelpaden aangelegd, waardoor een wandeling door het park mogelijk is.
Waar vroeger de ommuurde groentetuin van het kasteel lag, tussen de noordkant van het koetshuis en de nieuwe hotel- en restaurantvleugel, is een "geheime tuin" aangelegd. De oude tuinmuur is in 2005 gerestaureerd. Binnen de muren bevinden zich een waterpartij, een kruidentuin, een kweeperenlaantje, een rij notenbomen en bloemenborders.
Het vermoedelijk 18e-eeuwse sterrenbos ligt aan de noordzijde van de Engelse tuin. Verder naar het westen, tegen het industrieterrein Beatrixhaven aan, ligt het Kompbosch, dat vroeger bij Vaeshartelt behoorde en dat de gemeente Maastricht aan de Stichting Buitenplaats Vaeshartelt wil overdragen. Het heeft dezelfde stinsenbeplanting als het Sterrenbos en wordt doorsneden door een laan, die beide bossen verbindt.

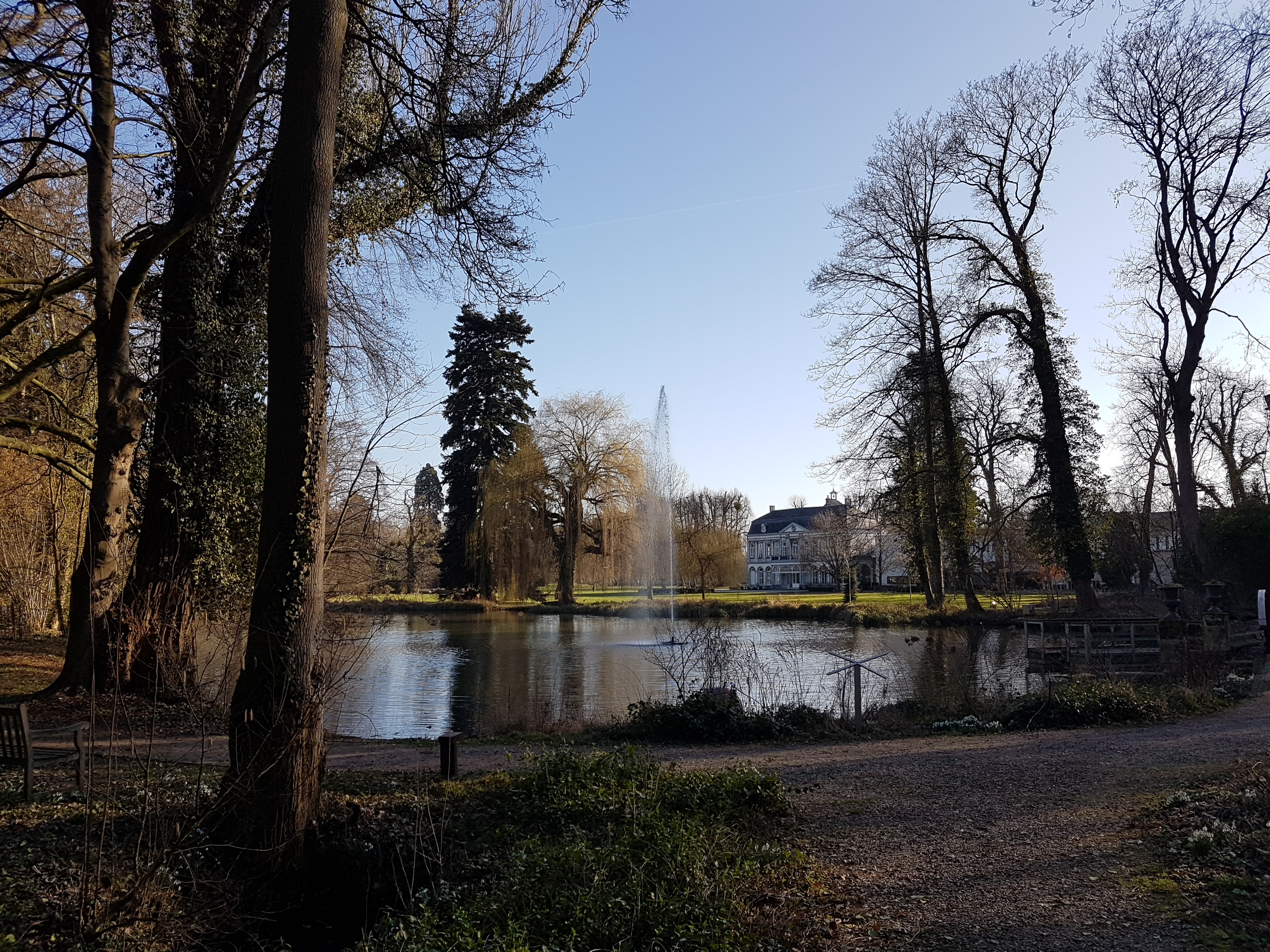
Overzicht park
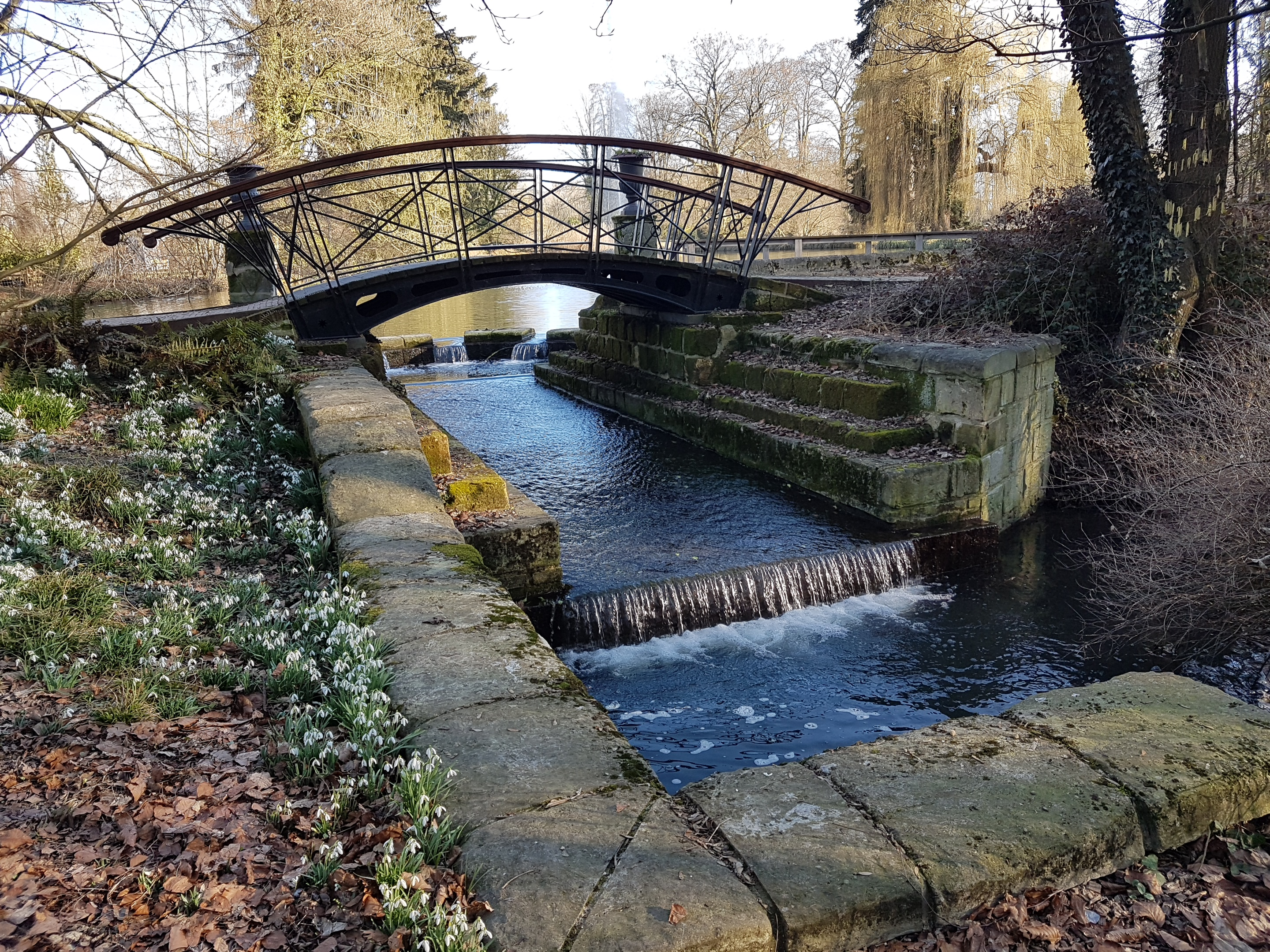
Waterpartij en brug
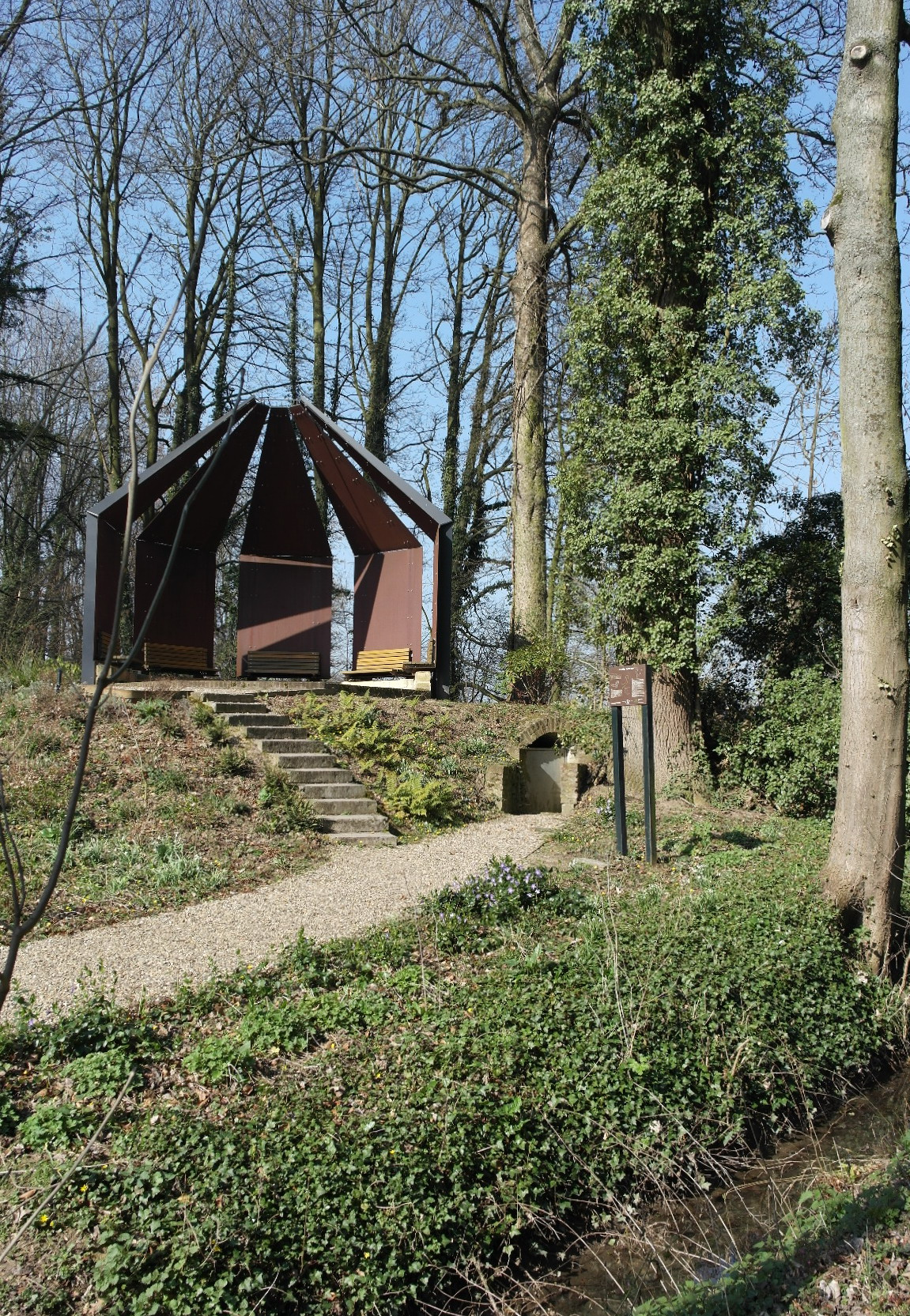
IJskelder en prieel
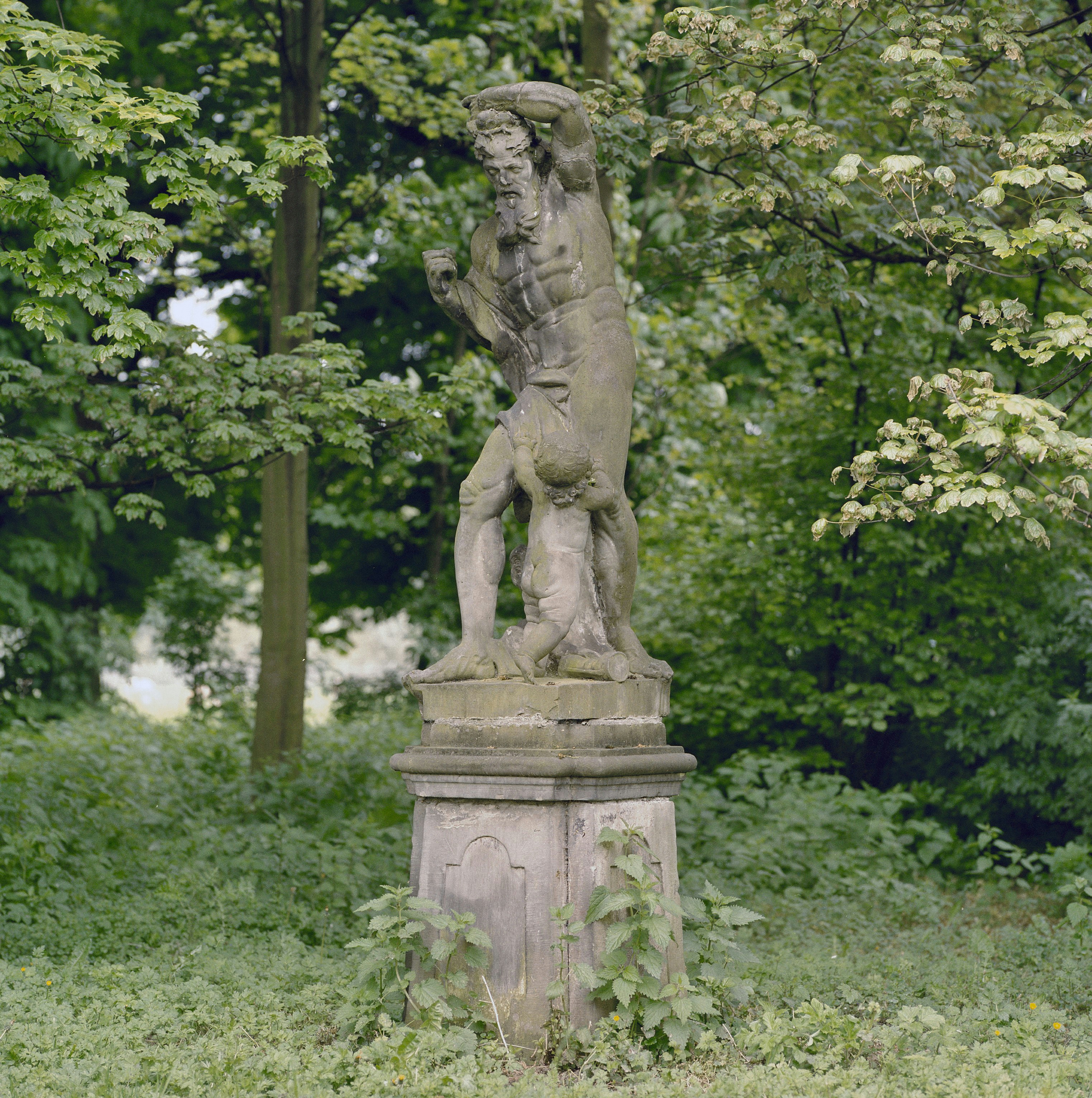
Verdwenen tuinbeeld

### Landgoed
In het kader van het plan Tuinen van Vaeshartelt wordt op een 6 hectare groot terrein ten noorden van de kasteeltuin een bij het landgoed passend land- en tuinbouwbedrijf gerealiseerd, met onder andere een hoogstamboomgaard (met fruitrassen die in dit gedeelte van Zuid-Limburg vroeger veel voorkwamen), plantages met frambozen, bessen, kruisbessen en bramen, een groentetuin met ‘vergeten groenten’, een kruidentuin en een tuin met eetbare bloemen. Na afloop van de tuinbouwtentoonstelling Floriade 2012 werd het aldaar aanwezige bijenpaviljoen overgebracht naar Vaeshartelt om daar als imkerij te worden heropgebouwd. Verder is een begin gemaakt om de oude lanenstructuur tussen Vaeshartelt en de andere landgoederen te herstellen. Aan de Boekenderweg wordt een bezoekerscentrum gebouwd ontworpen door Maurer United Architects.

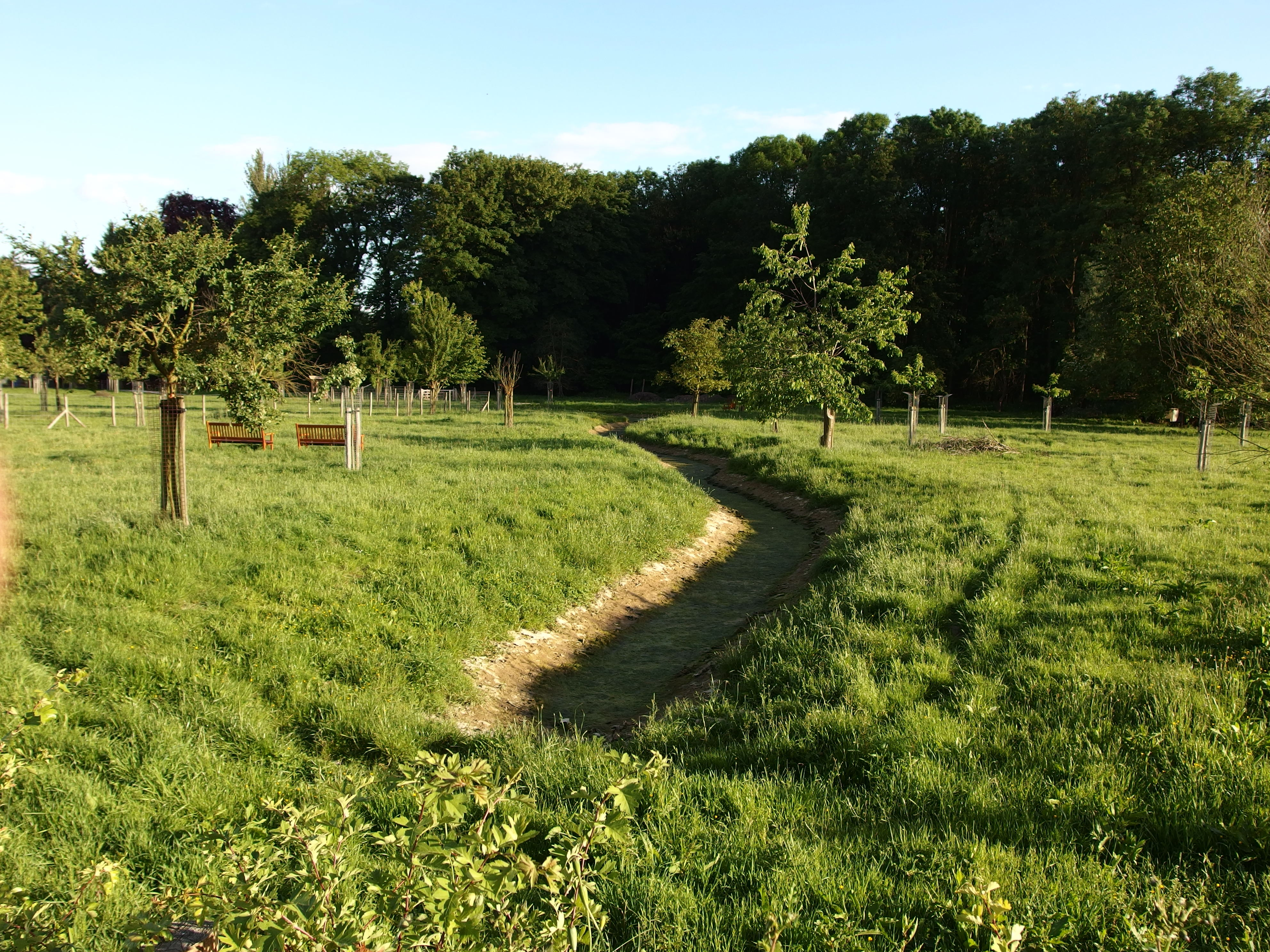
Nieuwe aanplant, 2014
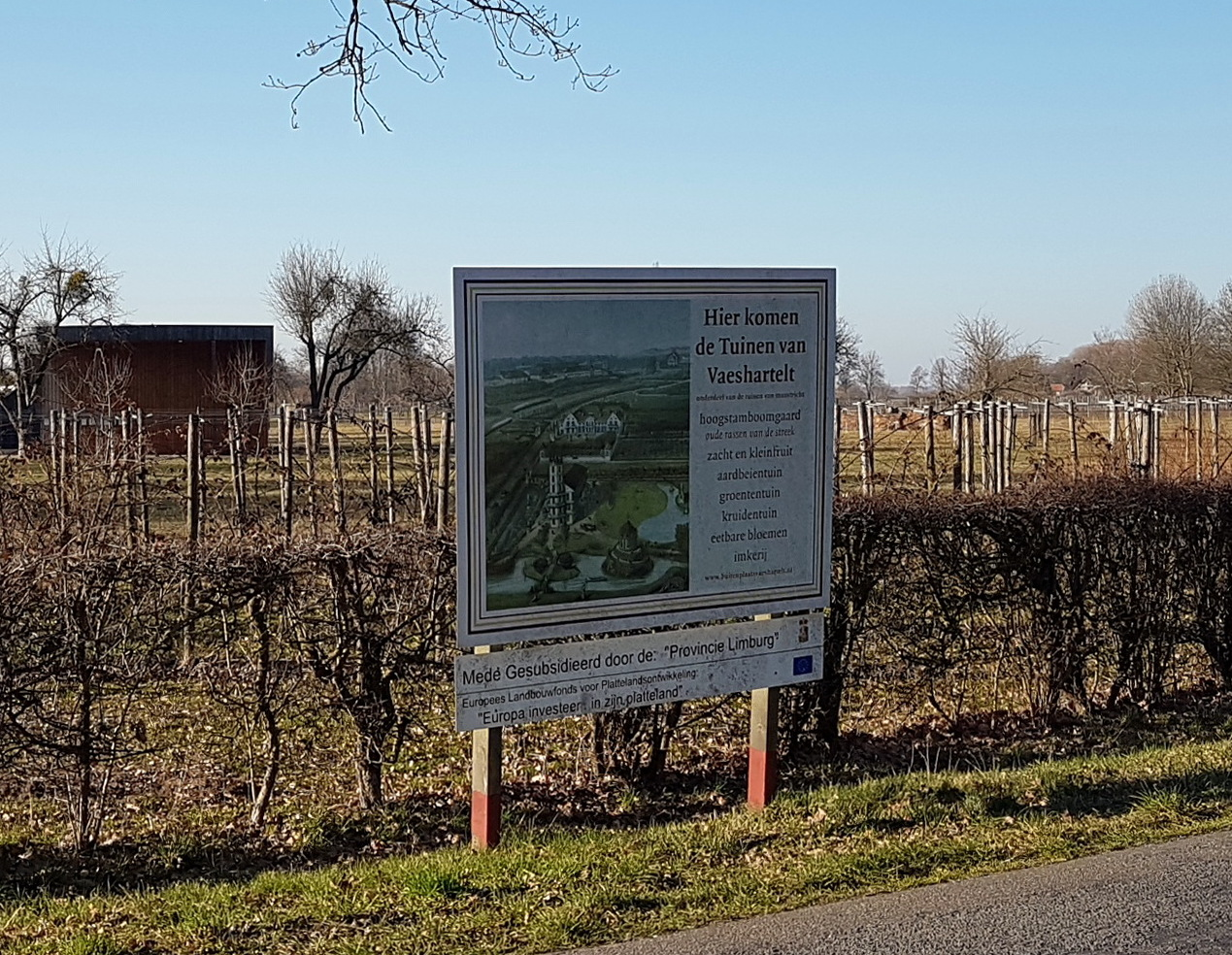
Nieuwe aanplant, 2019
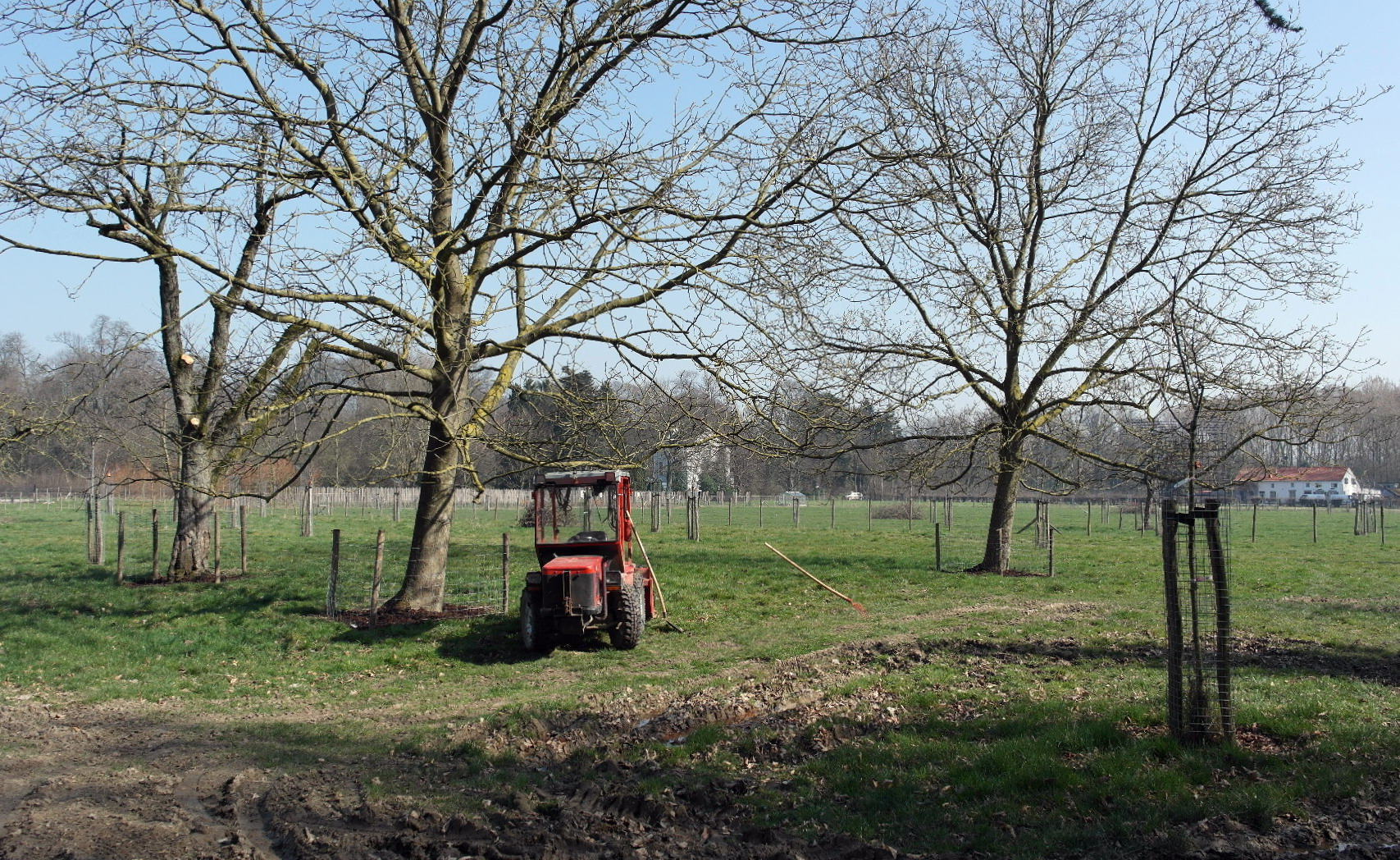
Hoogstamboomgaarden
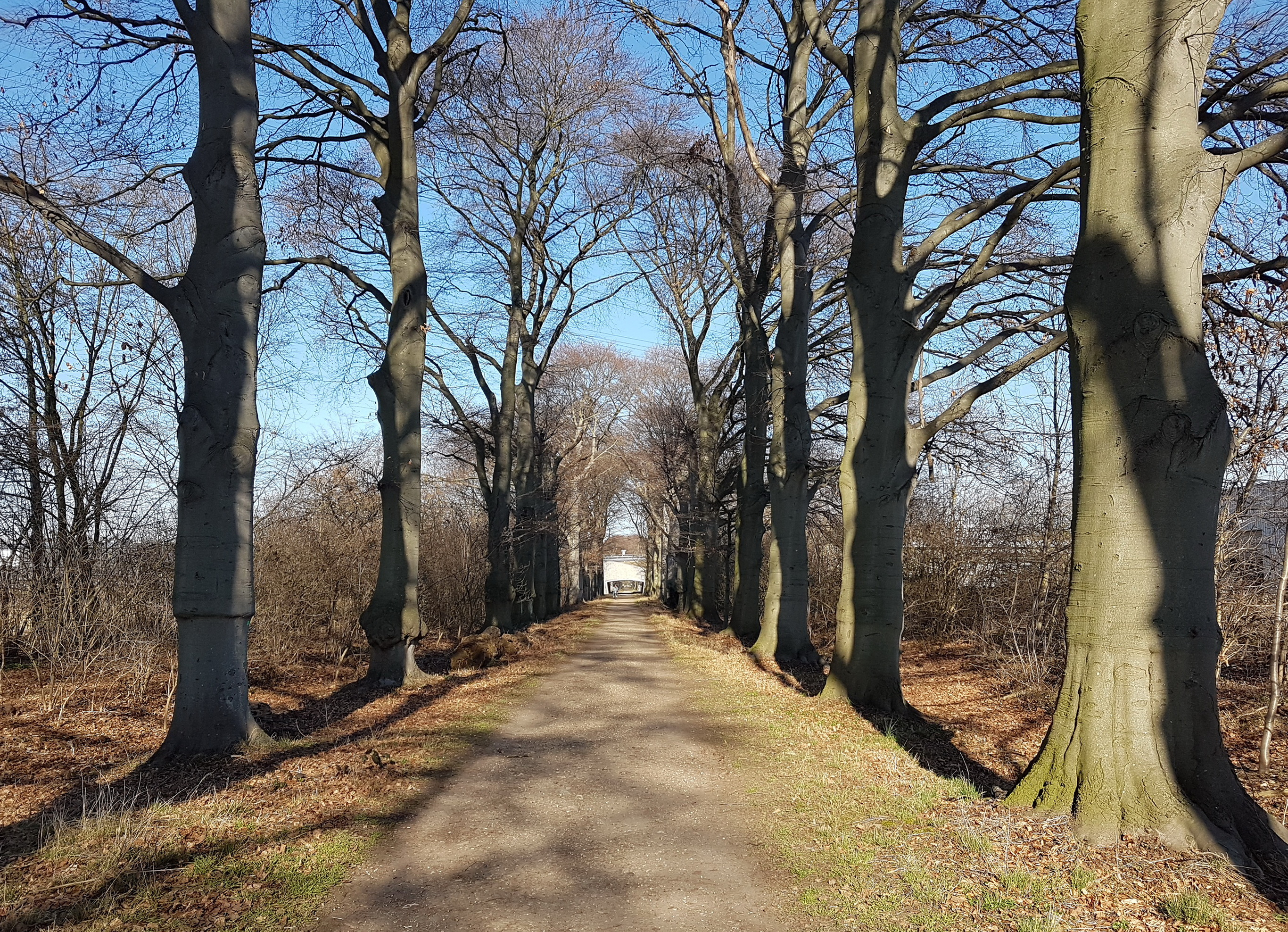
Lanenstructuur bij Vaeshartelt